# Johann Baptist Waltpart
Johann Baptist Waltpart (* vor 1690; † nach 1727) war ein Buchdrucker und Verleger in Zug, Waldshut, Freiburg im Breisgau und Bonndorf.

## Leben und Wirken

### In Zug
Johann Baptist Waltpart ist erstmals 1708 bis 1709 als Pächter des Verlages und der Druckerei von Heinrich Ludwig Muos in Zug nachweisbar. Mit seinem Impressum erschienen von drei christliche Traktaten des Sarmenstorfer Geistlichen Michael Leonti Eberlein. Dazu verlegte Waltpart sich bereits in Zug auf den Druck anonymer Pamphlete.

### In Waldshut

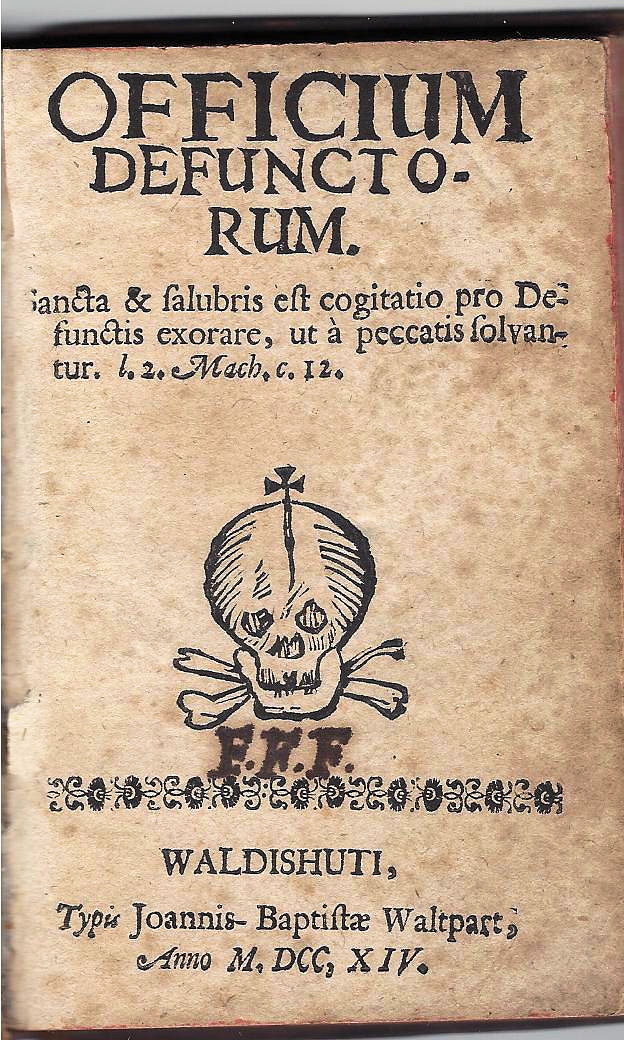
Officium Defunctorum, Waldshut, Waltpart, 1714 mit einer Vignette in Schädelform, die nach oben in das Symbol des Kalvarienberges überleitet

1710 verzog Waltpart in die vorderösterreichische Stadt Waldshut, die im Spanischen Erbfolgekrieg für neutral erklärt worden war und durch eidgenössische Regimenter geschützt wurde. Waltpart druckte und verlegte in seiner Offizin 1710 ein 43-seitiges medizinisches Traktat mit dem Titel Kurzer Bericht wie man sich sowohl vor der Pest wie auch vor anderen Krankheiten schützen kann des in Jestetten amtierenden kleggauischen Physikus und Chirurgen Johann Christoph Gockel. 1712 folgten ein Pamphlet in Reimen über den Sieg der katholischen Orte bei Sins über Bern mit dem Titel Länderischer Mars, 1714 ein Officium defunctorum, 1715 der Xaverianischen Trost des Rheinheimer Dekans Johann Hinna und 1716 die von Columban Reble bearbeitete und fortgeführte Geschichte des Klosters St. Blasien, der Liber originum monasterium Sancti Blasij.
Letzteres Werk wurde auf Bitten des Historikers Klaus Graf 2011 in der Universitätsbibliothek Freiburg digitalisiert. Der Liber Originum ist aus mehrfacher Sicht bemerkenswert. Der Werkdruck ist unvollständig, da das Buchprojekt aufgrund interner Diskussionen im Konvent über den unkonventionellen Stil abgebrochen wurde. Das bereits in der früheren Literatur als rar bezeichnete Werk lässt sich heute nur in einem Freiburger Exemplar nachweisen. Die hochwertige typographische Gestaltung und prächtige handkolorierte Illustrationen stechen aus den Produktionen ihrer Zeit hervor. Der Inhalt, wenn auch stellenweise deutungsbedürftig, ist von hohem regionalgeschichtlichem Wert.
Zieht man zahlreiche anonyme politische Pamphlete aus der Zeit des Toggenburgerkrieges in die Betrachtung ein, war Waltparts Wirken in Waldshut weit umfangreicher als bislang bekannt. Einige der im Liber Originum monasterium Sancti Blasij verwendeten typografischen Elemente und Lettern finden sich bereits 1709 in den Zuger Drucken Waltparts. Waltparts Waldshuter Drucke entstanden vor dem Hintergrund der engen kulturellen und politischen Verflechtungen der Österreichischen Waldsstädte mit den fünf katholischen Orten vor dem Toggenburger Krieg.

### In Freiburg

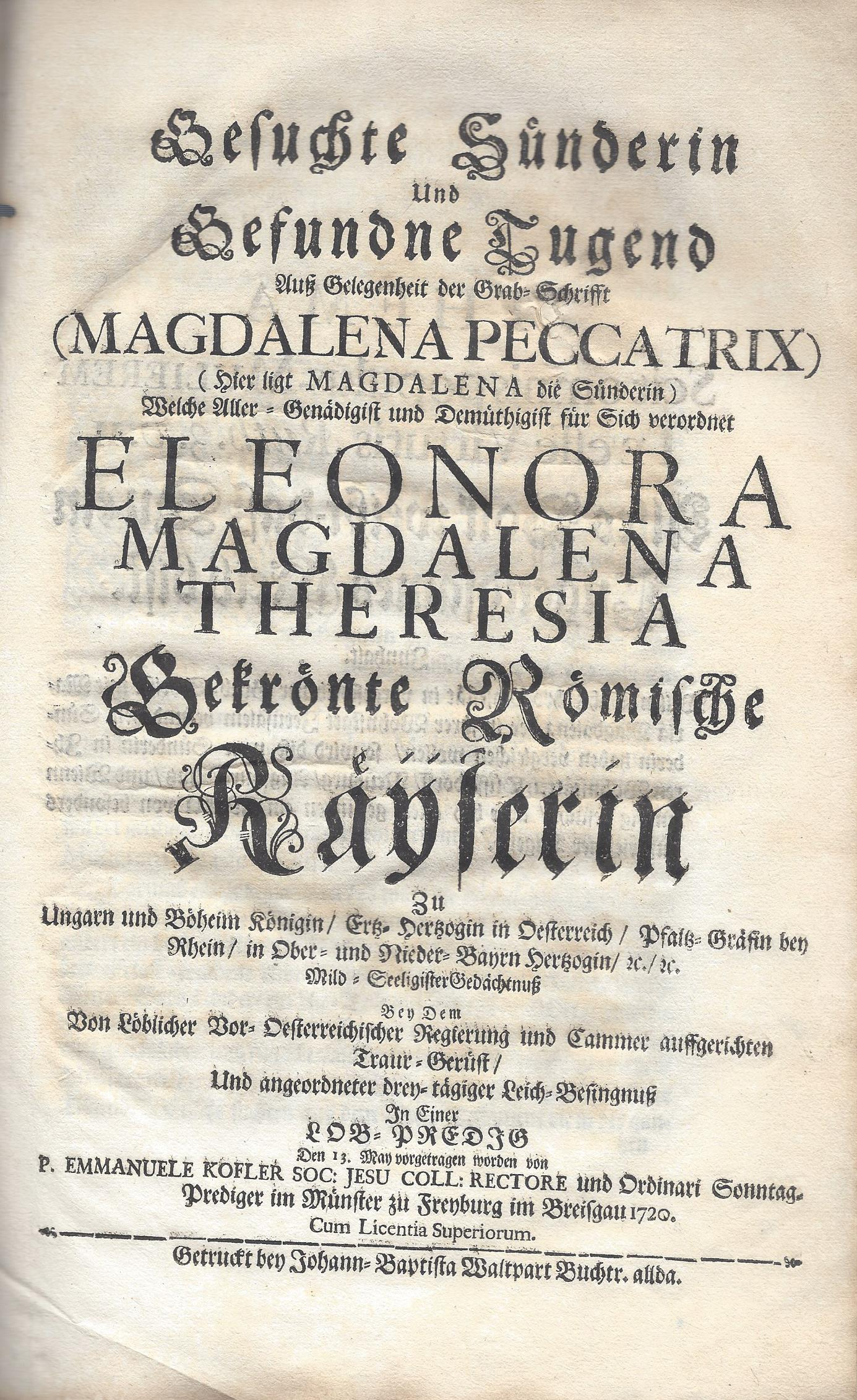
Gesuchte Sünderin und gefundene Tugend, Freiburg, Waltpart, 1720

Aufgrund der politischen Entwicklung in der Schweiz nach 1712 und der veränderten Lage in Vorderösterreich nach dem Spanischen Erbfolgekrieg war Waltpart gezwungen seinen Verlag und seine Druckerei zu verlegen. Eine Rückkehr in die Schweiz war aufgrund seiner gegen die protestantischen Orte gerichteten Veröffentlichungen nicht mehr denkbar. 1719 übernahm Waltpart in Freiburg im Breisgau den Verlag des Josef Handler mit Druckerei, die er 1726 an seinen Nachfolger Franz Xaver Schaal abgab. Zwischen 1719 und 1726 druckte und verlegte Waltpart im Umfeld der Universität Freiburg geistliche, historische und wissenschaftliche Werke sowie Dissertationen und Trauerreden. Ein herausragendes Buchprojekt waren die mit Kupfertafeln Augsburger Stecher illustrierten physikalischen und militärtechnischen Dissertationen mit dem Titel Scientia mechanico-statica, principiis physicis, problematis et figuris der Grafen Ferdinand Anton von Harrsch und des Ferdinand Philipp von Harrsch.

### In Bonndorf
Waltpart siedelte 1726 nach Bonndorf über, wo er 1728 sein letztes bekanntes Buch die Histora Almae et Archi-Episcopalis Universitatis Saliburgensis sub Cura PP. Benedictorum des Benediktiners Roman Endel druckte. Der Druckort und das Thema des Werkes legen einen Ruf Waltparts nach Bonndorf durch den Abt von St. Blasien Blasius III. Bender nahe. Hinzu kam, dass der mit Waltpart schon früher zusammenarbeitende Columban Reble in dieser Zeit Oberpfleger (Sankt-Blasianischer Beauftragter für das Bonndorfer Paulinerkloster) in Bonndorf war.
Das weitere Schicksal Waltparts ist ungewiss. Insbesondere seine frühen Druckerzeugnisse haben sich außerordentlich selten erhalten. Möglicherweise ist dieser Umstand dadurch begründet, dass für Waltpart überwiegend als Auftragsdrucker ohne eigenen Vertrieb arbeitete und die Auflagenhöhe nach den Bedürfnissen der Auftraggeber einrichtete.

## Drucke (Auswahl)
- Gockel, Johann Christoph: Kurzer Bericht wie man sich sowohl vor der Pest wie auch vor anderen Krankheiten schützen kann, Waldshut, 1710
- Länderischer Mars, Waldshut, 1712
- Officium Defunctorum, Waldshut, 1714
- Hinna, Johann: Xaverianischer Trost, Waldshut, 1715
- Columban Reble: Liber originum monasterii Sancti Blasii in Silva Hercynia, Waldshut,  1716
- Harrsch, Ferdinand Anton von, Harrsch, Ferdinand Philip von: Scientia Mechanico-Statica, Principijs Physicis, Problematis Et Figuris Illustrata, Freiburg i.Br., 1719
- Einhorn, Franz Joseph Michael, Wondlich, Franz Carl Gottfried Fridolin: Rota judiciaria sive judicium ordinarium et extra-ordinarium ex revolutione sev cursu & recursu, theoriae & praxeos theorice practicum, Freiburg i.Br., 1719
- Kofler, Emanuel: Gesuchte Sünderin und gefundene Tugend : Eine Leichpredigt auf Elenora Magd. Ther. Röm. Kais. Pfalzgräf. b. Rhein, Freiburg i. Br., 1719
- Vindiciae Superioritatis, Et Collectationis Austriacae Super Jllustris Ordinis Melitensis, ejusque Supremi per Germaniam Magistri in Brisgovia sita Dominia, Synopticae cuidam Deductioni, pro eorum exemptione ab illius Cancellario Storp quondam evulgatae, oppositae, Freiburg i. Br., 1721
- Canisius, Petrus: Institutiones Christianae Doctrinae; Seu Parvus Catechismus Catholicorum, Freiburg i. Br., 1721
- Marquard Goldbach, Nicolaus Kern: Antiquitas Philosophiae Recentioris : Disputationi Exposita In Alma, Perantiqua, Caesareo-Archiducali Universitate Friburgo-Brisgoica, Freiburg i. Br., 1721
- Franz Joseph Michael Einhorn; Peter Joseph Georg Köhler: Observationes practicae ad principia practica, Freiburg i. Br., 1721
- Spreng, Jakob, Rüeber, Johann Markus	Hierarchia Ecclesiastica Theoretico-Practicis Animadversionibus Illustrata, Freiburg i. Br., 1722
- Deuring, Carl, Schnizer, Josephus Antonius: Meteorologia, Freiburg i. Br., 1722
- Kolb, Gregor: Series Romanorum Imperatorum Cum Reflexionibus Historicis, Freiburg i. Br., 1723
- Michon, Joseph: Hodogeta grammaticus seu brevis et accurata ad perfectam politamque linguae Gallicae notitiam introductio, Freiburg i. Br., 1725
- Missae De Sanctis : Tam Ex Decreto Summorum Pontificium Missali Romano-Monastico Recenter additae, quam peculiariter Congregationi Et Monasterio S. Blasii Ordinis S. P. Benedicti In Sylva Hercynia Propriae, Bonndorf, 1726
- Roman Edel: Historia Almae et Archi-Episcopalis Universitatis Salisburgensis, Bonndorf, 1728

### Zuzuschreibende anonyme Drucke (Auswahl)
Etliche während oder kurz nach dem Toggenburgerkrieg entstandene und gegen Bern und Zürch gerichtete anonyme Pamphlete zeigen typografische Elemente und Lettern, die in der Zuger und der Waldshuter Ufficin Waltparts verwendet wurden:
- Ein schönes Lied, Wilhelm bin ich der Thelle das ist History und Ursprung der löblichen Eydgnoschafft und Wilhelm Thellen, Zug, 1709.
- Ein schönes neues Lied uber gegenwärtiges faul/falsch und schandtliches Kriegs-Wesen, 1712.
- Irenicum helveticum das ist Erinnerung zu beständigem Frieden an samtliche Herren Eydgnossen, 1712.
- Der schnöd Friedenfliker, oder eigentliche Vorstellung wie nicht nur in der lieben Christenheit sondern auch in lobl. Eidgnossschafft wider die alte ruhmliche Ahrt getreuer Eidgenossen ein falsches Friedenswerk geschmiedet aber von Gott selbs gestraffet worden, allen Gleissneren zu Wahrnung, 1712.

Bislang ungeklärt sind die typografischen Übereinstimmung des Blasianischen Klosterarztes Karl Niklaus Langes Traktat De Origine Lapidum von 1709 mit den Drucken Waltparts. Das Werk erschien mit dem Impressum der Witwe Anna Felicitas Hautt 1709 in Luzern.

## Digitalisierte Drucke (Auswahl)
- Anonym: Länderischer Mars, Waldshut 1712 (doi:10.3931/e-rara-13101)
- Columban Reble, Liber Originum Monasterij Sancti Blasij In Silva Hercynia: Das ist: Ein alt-geschribenes Buch vom Ursprung deß Gotts-Hauses St. Blasien auff dem Schwartzwald. Waldshut 1716 (Digitalisat der UB Freiburg)
- Ferdinand Anton von Harsch und Philipp von Harrsch, Scientia mechanico-statica, principiis physicis, problematis et figuris, Freiburg 1719 (Digitalisat der UB Freiburg)
- Emanuel Kofler: Gesuchte Sünderin und gefundene Tugend : Eine Leichpredigt auf Elenora Magd. Ther. Röm. Kais. Pfalzgräf. b. Rhein, Freiburg 1720 (Digitalisat der Bayerischen Staatsbibliothek)